# Durio lowianus
Durio lowianus, i Malaysia kallad durian sepeh och i Thailand kallad thurian-don, är ett fruktträd i släktet Durian. Trädet är ett halvstort till stort träd, som kan bli upp till 50 meter högt, och med en stam på upp till 90 cm i diameter. Frukten blir upp till 25 centimeter lång, med ett gröngult yttre och smala taggar, samt ett mörkgult fruktkött, som är ätligt. Arten är nära besläktad med durio (Durio zibethinus).
Arten förekommer naturligt i regnskogar i Malaysia och på Thailands halvöar samt på Sumatra, upp till 150 meters höjd.